# ママイカ駅
ママイカ駅 (ママイカえき、ロシア語:Мамайка) は、ロシアクラスノダール地方ソチにあるロシア鉄道北カフカース鉄道支社の駅である。

## 歴史
- 1918年 - 開業。

## 駅構造
単式ホーム1面1線を有する地上駅である。駅舎はなくホームの中央部に屋根があるのみで、切符売り場はない。ホームには階段を登って入る。駅周辺にはビーチなどの観光地が多く存在する。

## 隣の駅
ロシア鉄道北カフカ―ス鉄道支社
トゥアプセ - ヴェショロエ線
73km駅 - ママイカ駅 - ソチ駅